# Guy Quaden
Guy Quaden (nacido el 5 de agosto de 1945, en Lieja, Bélgica) es un economista belga. Fue gobernador del Banco Nacional de Bélgica entre 2003 y 2011, y, como tal, miembro del Consejo de Gobierno del Banco Central Europeo. Desde el año 2003 ha sido presidente de la Fundación Rey Balduino.
En 2007 recibió el título de barón del rey Alberto II de Bélgica.

## La educación
Se graduó como Licenciado en ciencias económicas de la Universidad de Lieja (Liège, Bélgica) en 1967. En 1972, se graduó en la École pratique des hautes études de la Sorbona (París, Francia), en ciencias económicas y sociales. Obtuvo un Doctorado en moda-economía en la Universidad de Lieja en febrero de 1973.

## Carrera
Comenzó su carrera académica como ayudante en la Universidad de Lieja, en el departamento de ciencias económicas (1968-1973). Desde 1969 hasta 1971 trabajó en la Ecole pratique des hautes études de la Sorbona. Fue el primer asistente en la Universidad de Lieja (1974-1976), docente (1977 1988), y desde 1988 catedrático extraordinario. Fue decano del departamento de economía, administración y ciencias sociales (1987-1988).
Fue Presidente del Consejo Central de Empresas (Duch: Centrale Raad voor het Bedrijfsleven) (1984-1988), Director del Banco Nacional de Bélgica (1988-1999), Presidente del fondo de intervención para las empresas registradas en la bolsa de valores (1991-1996). Fue Comisario general del Euro del gobierno Belga (1996-1999).